# Jimmy Bain
Jimmy Bain (Newtonmore, 19 de diciembre de 1947-24 de enero de 2016) fue un bajista escocés conocido por haber pertenecido a las bandas Rainbow y Dio, con Ronnie James Dio. Ha trabajado con Phil Lynott de Thin Lizzy, colaborando con las letras en sus discos en solitario. Falleció el 24 de enero de 2016 a los 68 años de edad debido a un cáncer de pulmón que no habría sido diagnosticado.

## Carrera

### Inicios
Bain nació en Newtonmore, Escocia. Estuvo en muchas bandas amateur antes de emigrar a Vancouver con sus padres. Profesionalmente debutó con la banda Street Noise. De regreso a Londres, se unió a Harlot en 1974, luego de tocar con The Babys.

### Rainbow
Se une a Rainbow para grabar el disco Rainbow Rising y tocar en la conscuente gira. En enero de 1977 es despedido. Luego forma la banda Wild Horses con Brian Robertson, exguitarrista de Thin Lizzy. Graban dos discos, Wild Horses y Stand Your Ground, antes de que Robertson partiera para unirse a Motörhead.

### Dio
Se encuentra nuevamente con su antiguo compañero en Rainbow, Ronnie James Dio, esta vez para colaborar en su carrera en solitario. Esta formación graba los exitosos álbumes Holy Diver (1983) y The Last in Line (1984), más otros igualmente reconocidos hasta 1989, cuando la banda entra en un receso. Fue junto al guitarrista Vivian Campbell, gestor del superproyecto de heavy metal realizado en 1985 conocido como Hear n' Aid, donde muchos de los músicos más reconocidos de la escena como Rob Halford, Yngwie Malmsteen, Dave Murray, Adrian Smith y el mismo Ronnie James Dio unieron sus fuerzas con el fin de recaudar fondos para combatir el hambre en África. En el año 2000, Bain retorna a Dio para grabar Magica y Killing the Dragon en el 2002.

## Discografía

### Rainbow
- Rising (1976)
- On Stage (1977)
- Live in Germany (1994)

### Mike Montgomery
- Solo (1976)

### Phil Lynott
- Solo in Soho (1980)

### Wild Horses
- Wild Horses (1980)
- Stand Your Ground (1981)

### Dio
- Holy Diver (1983)
- The Last in Line (1984)
- Sacred Heart (1985)
- Intermission (1986)
- Dream Evil (1987)
- Magica' (2000)
- Killing the Dragon (2002)
- Evil or Divine - Live In New York City (2003)

### World War III
- World War III (1991)

### Last In Line
- Heavy Crown (2016)